# (35777) 1999 JB13
1999 JB13 (asteroide 35777) é um asteroide da cintura principal. Possui uma excentricidade de 0.26579260 e uma inclinação de 10.39713º.
Este asteroide foi descoberto no dia 10 de maio de 1999 por Korado Korlević em Visnjan.